# Hai Riêng
Hai Riêng là thị trấn huyện lỵ của huyện Sông Hinh, tỉnh Phú Yên, Việt Nam.

## Địa lý
Thị trấn Hai Riêng có diện tích 31,3 km², dân số năm 2019 là 11.294 người, mật độ dân số đạt 360 người/km².

## Hành chính
Thị trấn Hai Riêng được chia thành 11 khu phố: 1, 2, 3, 4, 5, 6, 7, 8, 9, 10, Ngô Quyền và 4 buôn: Hai Riêng, La Bách, Lê Diêm, Thô.

## Lịch sử
Thị trấn Hai Riêng được thành lập vào ngày 27 tháng 3 năm 1989 trên cơ sở một phần diện tích và dân số của xã Ea Bia.